# Etheostoma

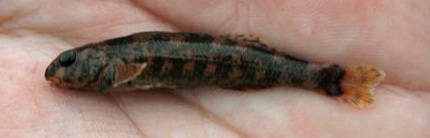
Etheostoma histrio

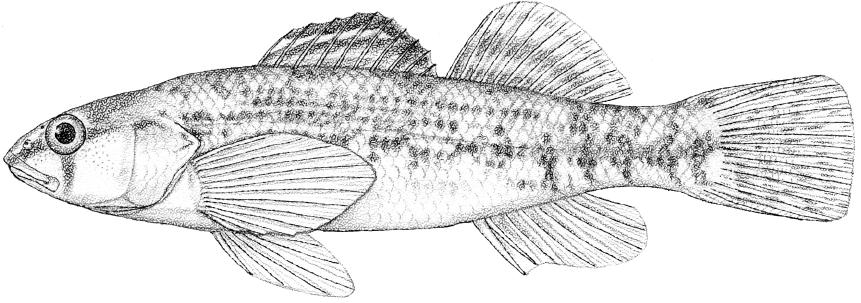
Etheostoma spectabile

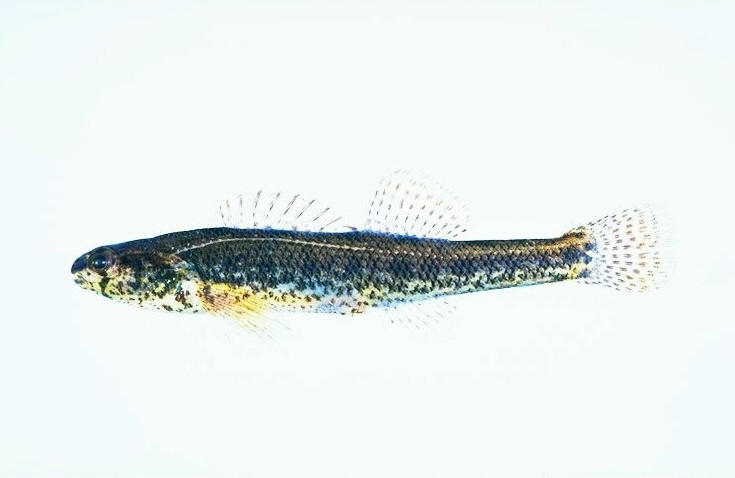
Etheostoma fusiforme

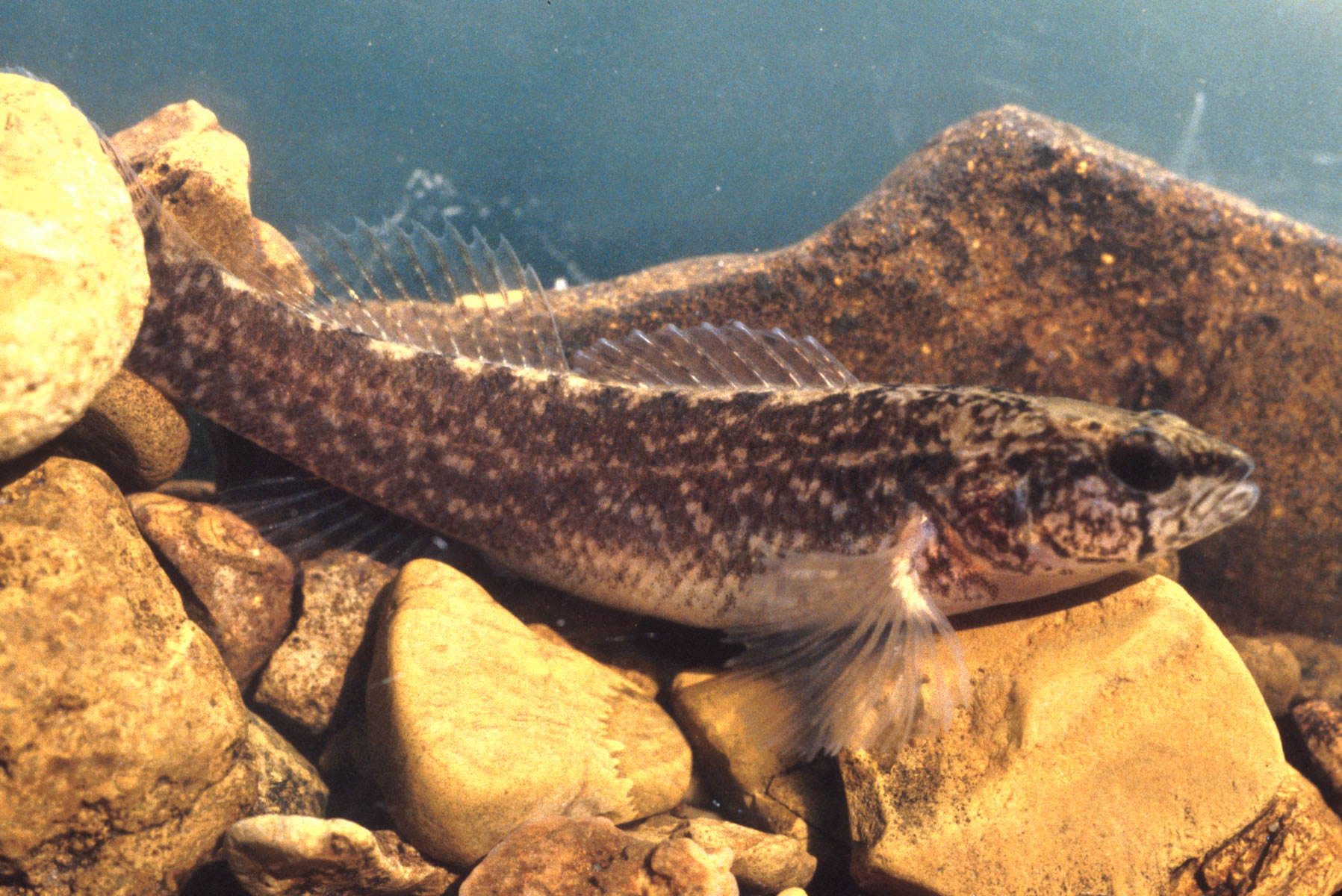
Etheostoma chienense

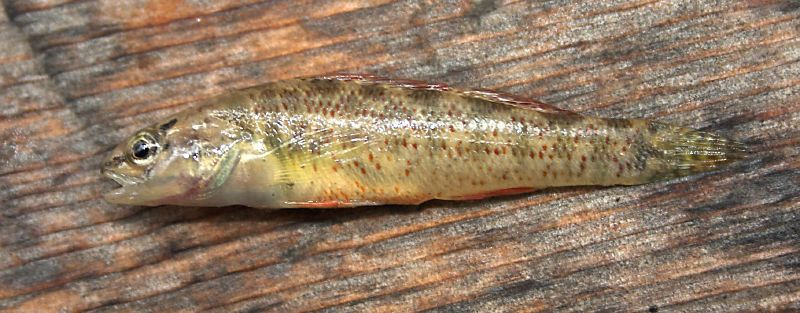
Etheostoma grahami

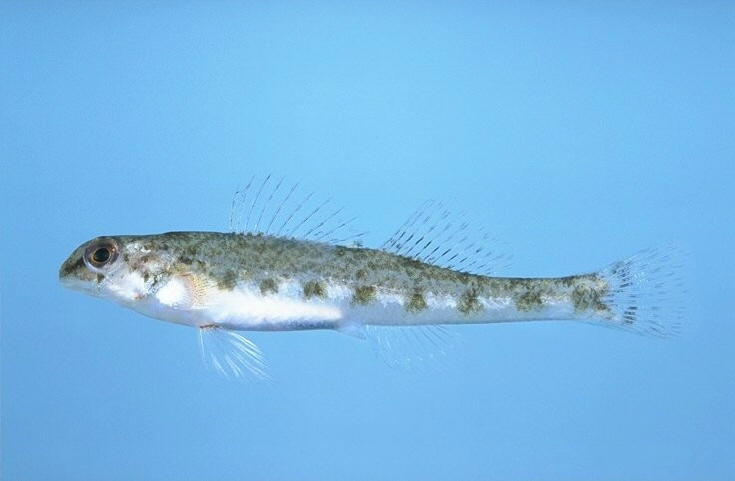
Etheostoma colorosum

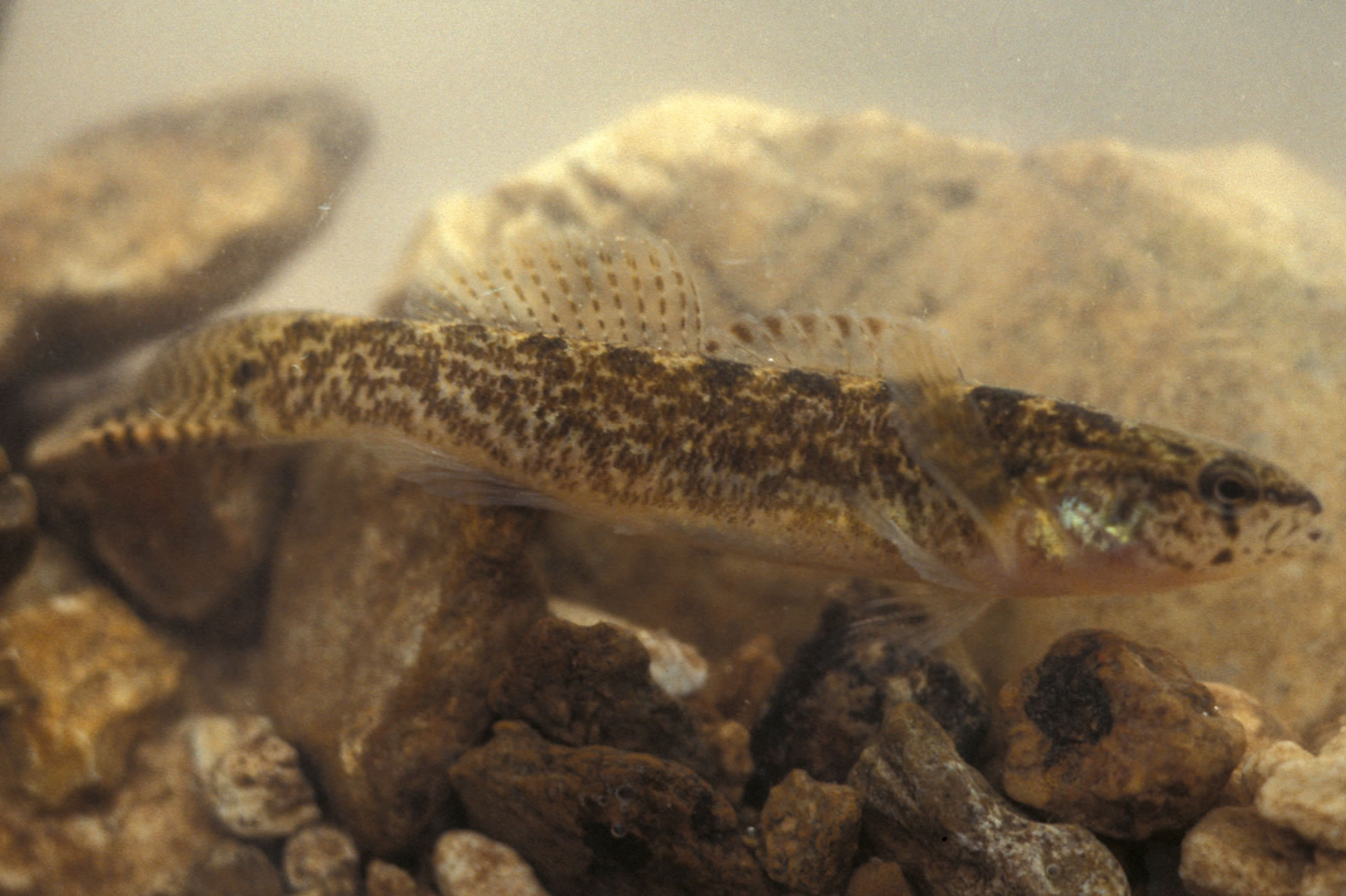
Etheostoma forbesi

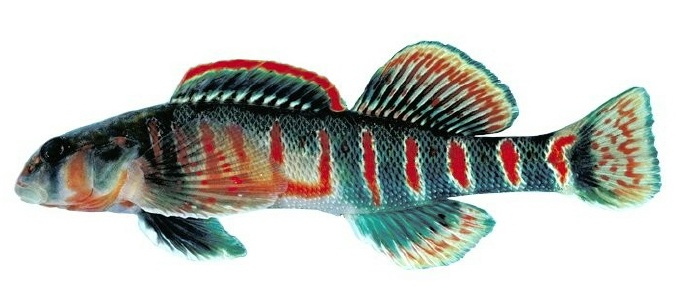
Etheostoma osburni

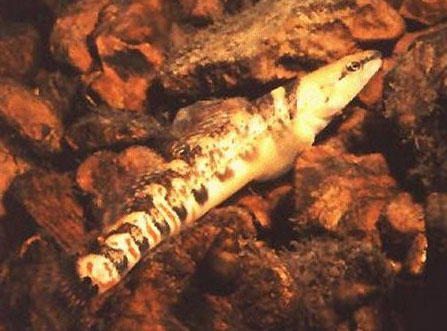
Etheostoma nianguae

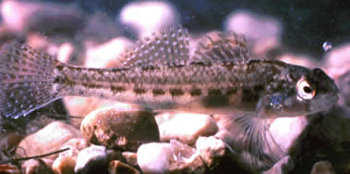
Etheostoma fonticola

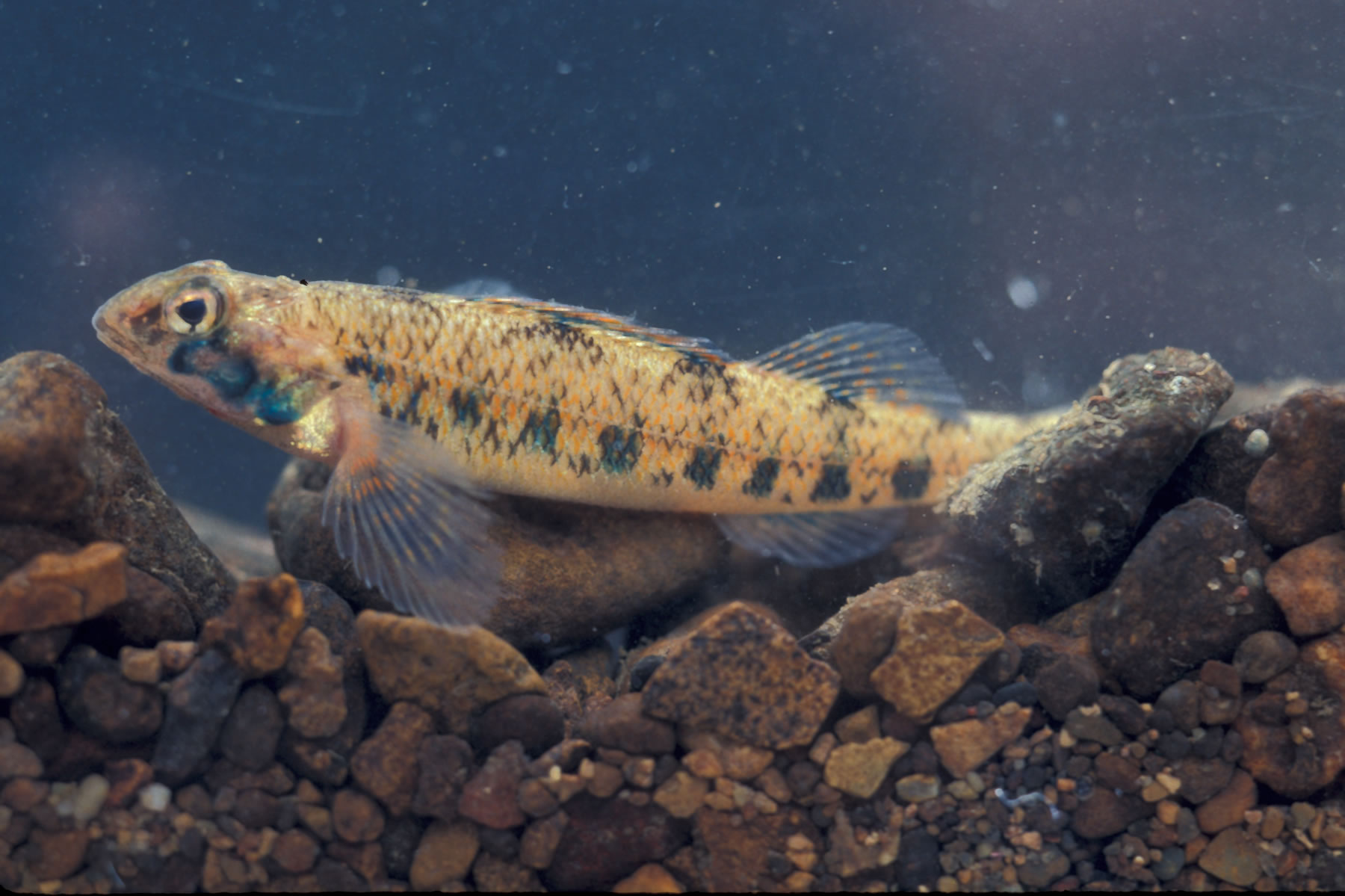
Etheostoma jessiae

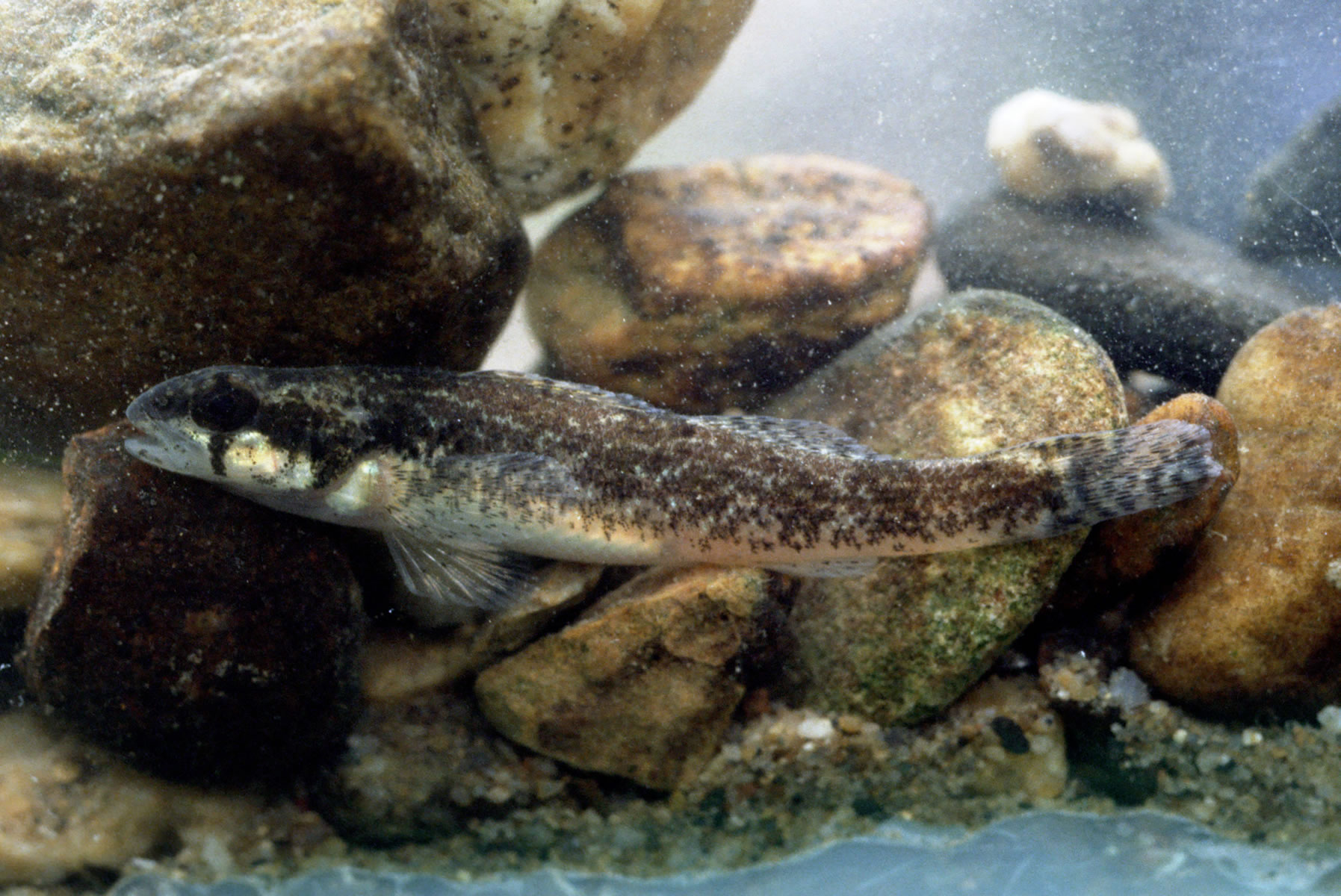
Etheostoma trisella

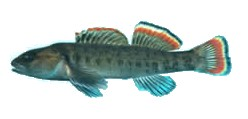
Etheostoma etowahae

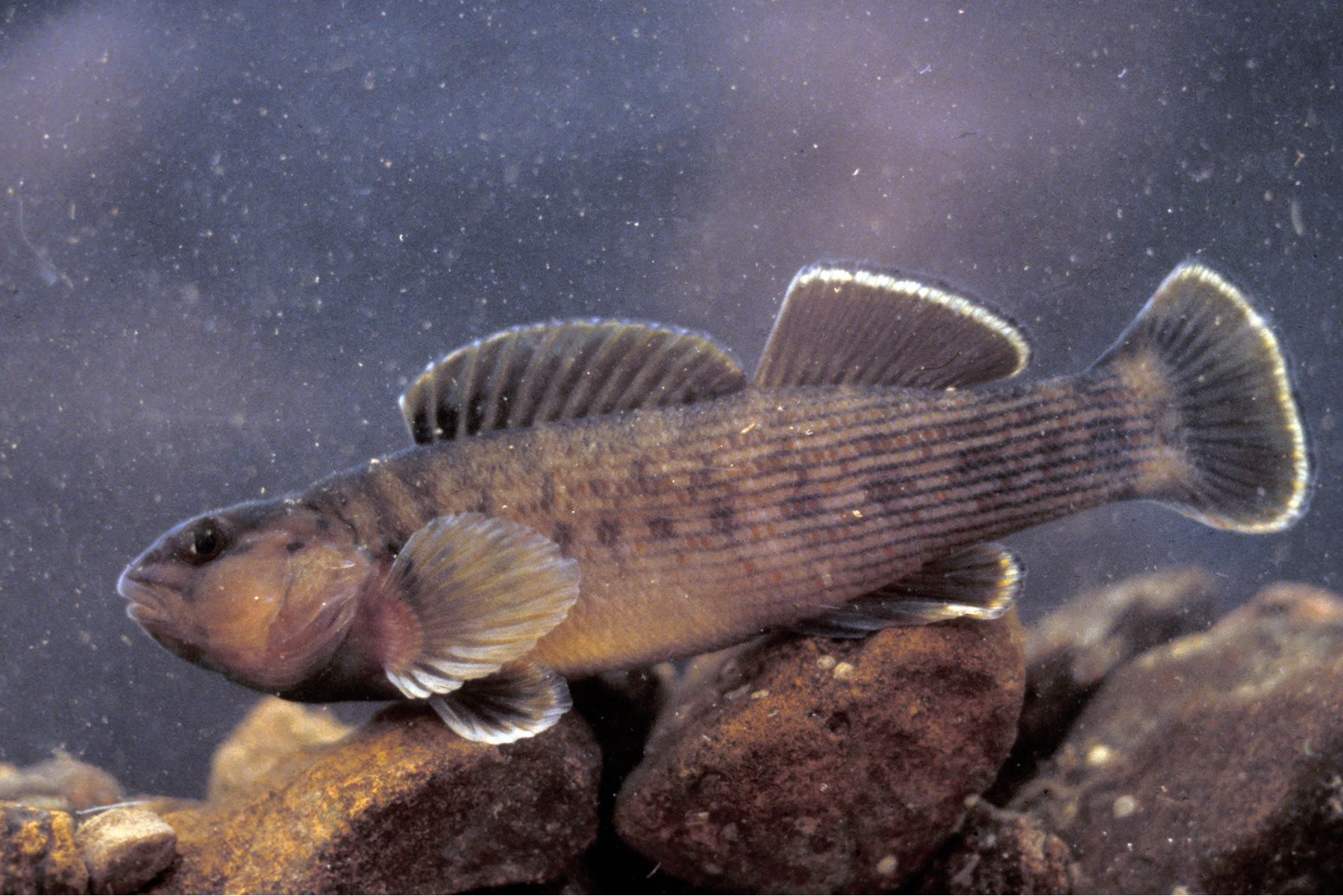
Etheostoma camurum

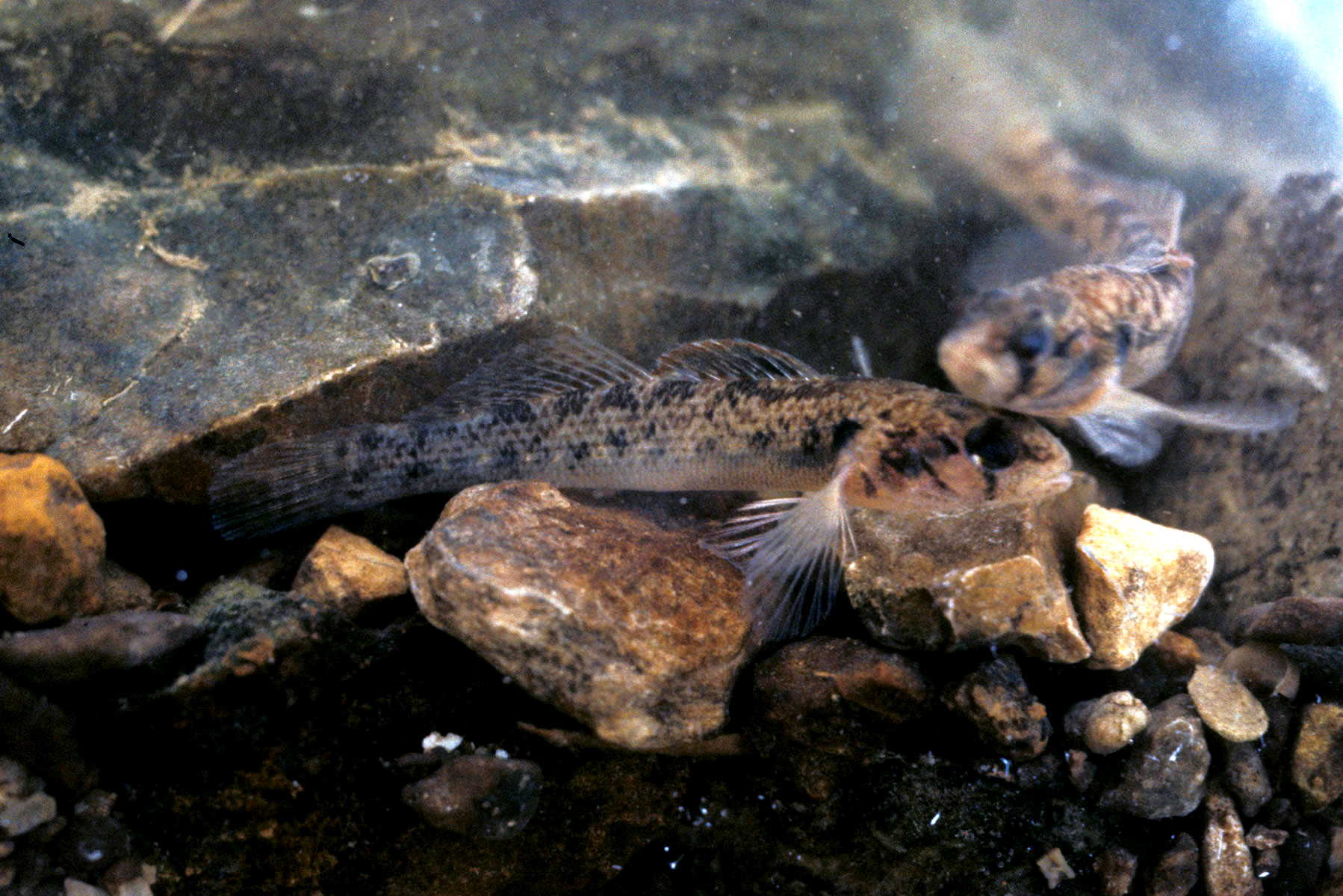
Etheostoma striatulum

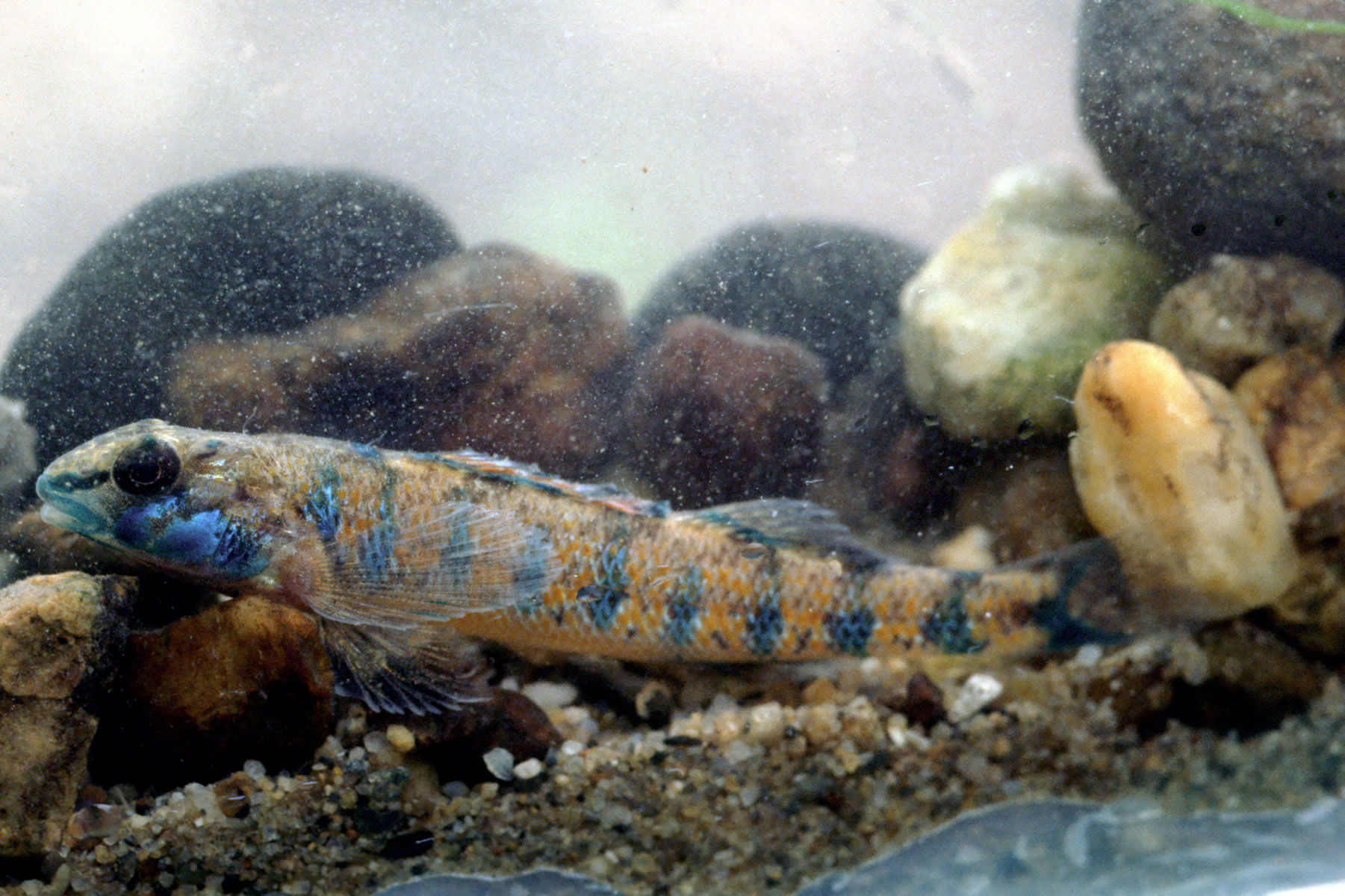
Etheostoma stigmaeum

Etheostoma és un gènere de peixos d'aigua dolça pertanyent a la família dels pèrcids que són originaris de Nord-amèrica.

## Taxonomia
- Etheostoma acuticeps (Bailey, 1959)[3]
- Etheostoma akatulo (Layman & Mayden, 2009)[4]
- Etheostoma aquali (Williams & Etnier, 1978)[5]
- Etheostoma artesiae (Hay, 1881)[6]
- Etheostoma asprigene (Forbes, 1878)[7]
- Etheostoma atripinne (Jordan, 1877)[8]
- Etheostoma australe (Jordan, 1889)[9]
- Etheostoma autumnale (Mayden, 2010)[10]
- Etheostoma baileyi (Page & Burr, 1982)[11]
- Etheostoma barbouri (Kuehne & Small, 1971)[12]
- Etheostoma barrenense (Burr & Page, 1982)[13]
- Etheostoma basilare (Page, Hardman & Near, 2003)[14]
- Etheostoma bellator (Suttkus & Bailey, 1993)[15]
- Etheostoma bellum (Zorach, 1968)[16]
- Etheostoma bison (Ceas & Page, 1997)[17]
- Etheostoma blennioides (Rafinesque, 1819)[18]
- Etheostoma blennius (Gilbert & Swain, 1887)[19]
- Etheostoma boschungi (Wall & Williams, 1974)[20]
- Etheostoma brevirostrum (Suttkus & Etnier, 1991)[21]
- Etheostoma brevispinum (Coker, 1926)
- Etheostoma burri (Ceas & Page, 1997)[17]
- Etheostoma caeruleum (Storer, 1845)[22]
- Etheostoma camurum (Cope, 1870)[23]
- Etheostoma cervus (Powers & Mayden, 2003)[24]
- Etheostoma chermocki (Boschung, Mayden & Tomelleri, 1992)
- Etheostoma chienense (Page & Ceas, 1992)
- Etheostoma chlorobranchium (Zorach, 1972)
- Etheostoma chlorosomum (Hay, 1881)
- Etheostoma chuckwachatte (Mayden & Wood, 1993)
- Etheostoma cinereum (Storer, 1845)[25]
- Etheostoma collettei (Birdsong & Knapp, 1969)[26]
- Etheostoma collis (Hubbs & Cannon, 1935)[27]
- Etheostoma colorosum (Suttkus & Bailey, 1993)[28]
- Etheostoma coosae (Fowler, 1945)[29]
- Etheostoma corona (Page & Ceas, 1992)[30]
- Etheostoma cragini (Gilbert, 1885)[31]
- Etheostoma crossopterum (Braasch & Mayden, 1985)[32]
- Etheostoma davisoni (Hay, 1885)[33]
- Etheostoma denoncourti (Stauffer & van Snik, 1997)[34]
- Etheostoma derivativum (Page, Hardman & Near, 2003)[14]
- Etheostoma ditrema (Ramsey & Suttkus, 1965)[35]
- Etheostoma douglasi (Wood & Mayden, 1993)[36]
- Etheostoma duryi (Henshall, 1889)[37]
- Etheostoma edwini (Hubbs & Cannon, 1935)[27]
- Etheostoma erythrozonum (Switzer & Wood, 2009)[38]
- Etheostoma etnieri (Bouchard, 1977)[39]
- Etheostoma etowahae (Wood & Mayden, 1993)[36]
- Etheostoma euzonum (Hubbs & Black, 1940)[40]
- Etheostoma exile Girard, 1859)[41]
- Etheostoma flabellare (Rafinesque, 1819)[42]
- Etheostoma flavum (Etnier & Bailey, 1989)[43]
- Etheostoma fonticola (Jordan & Gilbert, 1886)[44]
- Etheostoma forbesi (Page & Ceas, 1992)[30]
- Etheostoma fragi (Distler, 1968)[45]
- Etheostoma fricksium (Hildebrand, 1923)[46]
- Etheostoma fusiforme (Girard, 1854)[47]
- Etheostoma gracile (Girard, 1859)[48]
- Etheostoma grahami (Girard, 1859)[48]
- Etheostoma gutselli (Hildebrand, 1932)[49]
- Etheostoma histrio (Jordan & Gilbert, 1887)[50]
- Etheostoma hopkinsi (Fowler, 1945)[51]
- Etheostoma inscriptum (Jordan & Brayton, 1878)[52]
- Etheostoma jessiae (Jordan & Brayton, 1878)[53]
- Etheostoma jordani (Gilbert, 1891)[54]
- Etheostoma juliae (Meek, 1891)[55]
- Etheostoma kanawhae (Raney, 1941)[56]
- Etheostoma kantuckeense (Ceas & Page, 1997)[17]
- Etheostoma kennicotti (Putnam, 1863)[57]
- Etheostoma lachneri (Suttkus & Bailey, 1994)[58]
- Etheostoma lawrencei (Ceas & Burr, 2002)[59]
- Etheostoma lemniscatum (Blanton & Jenkins, 2008)[60]
- Etheostoma lepidum (Baird i Girard, 1853)[61]
- Etheostoma longimanum (Jordan, 1888)[62]
- Etheostoma lugoi (Norris & Minckley, 1997)[63]
- Etheostoma luteovinctum (Gilbert & Swain, 1887)[50]
- Etheostoma lynceum (Hay, 1885)[64]
- Etheostoma maculatum (Kirtland, 1841)[65]
- Etheostoma mariae (Fowler, 1947)[66]
- Etheostoma marmorpinnum (Blanton, 2008)[67]
- Etheostoma microlepidum (Raney & Zorach, 1967)[68]
- Etheostoma microperca (Jordan & Gilbert, 1888)[69]
- Etheostoma mihileze (Mayden, 2010)[70]
- Etheostoma moorei (Raney & Suttkus, 1964)[71]
- Etheostoma neopterum (Howell & Dingerkus, 1978)[72]
- Etheostoma nianguae (Gilbert i Meek, 1887)[73]
- Etheostoma nigripinne (Braasch & Mayden, 1985)[32]
- Etheostoma nigrum (Rafinesque, 1820)[74]
- Etheostoma nuchale (Howell & Caldwell, 1965)[75]
- Etheostoma obeyense (Kirsch, 1892)[76]
- Etheostoma occidentale (Powers & Mayden, 2007)[77]
- Etheostoma okaloosae (Fowler, 1941)[78]
- Etheostoma olivaceum (Braasch & Page, 1979)[79]
- Etheostoma olmstedi (Storer, 1842)[80]
- Etheostoma oophylax (Ceas & Page, 1992)[30]
- Etheostoma orientale (Powers & Mayden, 2007)[77]
- Etheostoma osburni (Hubbs & Trautman, 1932)[81]
- Etheostoma pallididorsum (Distler & Metcalf, 1962)[82]
- Etheostoma parvipinne (Gilbert & Swain, 1887)[50]
- Etheostoma percnurum (Jenkins, 1994)[83]
- Etheostoma perlongum (Hubbs & Raney, 1946)[84]
- Etheostoma phytophilum (Bart & Taylor, 1999)[85]
- Etheostoma planasaxatile (Powers & Mayden, 2007)[77]
- Etheostoma podostemone (Jordan & Jenkins, 1889)[86]
- Etheostoma pottsii (Girard, 1859)[48]
- Etheostoma proeliare (Hay, 1881)[87]
- Etheostoma pseudovulatum (Page & Ceas, 1992)[30]
- Etheostoma punctulatum (Agassiz, 1854)[88]
- Etheostoma pyrrhogaster (Bailey & Etnier, 1988)[89]
- Etheostoma radiosum (Hubbs & Black, 1941)[90]
- Etheostoma rafinesquei (Burr & Page, 1982)[91]
- Etheostoma ramseyi (Suttkus & Bailey, 1994)[58]
- Etheostoma raneyi (Suttkus & Bart, 1994)[58]
- Etheostoma rubrum (Raney & Suttkus, 1966)[92]
- Etheostoma rufilineatum (Cope, 1870)[93]
- Etheostoma rupestre (Gilbert & Swain, 1887)[50]
- Etheostoma sagitta (Jordan & Swain, 1883)[94]
- Etheostoma saludae (Hubbs & Cannon, 1935)[95]
- Etheostoma sanguifluum (Cope, 1870)[93]
- Etheostoma scotti (Bauer, Etnier & Burkhead, 1995)[96]
- Etheostoma segrex (Norris & Minckley, 1997)[63]
- Etheostoma sellare (Radcliffe & Welsh, 1913)[97]
- Etheostoma sequatchiense (Burr, 1979)[98]
- Etheostoma serrifer (Hubbs & Cannon, 1935)[99]
- Etheostoma simoterum (Cope, 1868)[100]
- Etheostoma sitikuense (Blanton, 2008)[60]
- Etheostoma smithi (Page & Braasch, 1976)[101]
- Etheostoma spectabile (Agassiz, 1854)[88]
- Etheostoma squamiceps (Jordan, 1877)[102]
- Etheostoma stigmaeum (Jordan, 1877)[103]
- Etheostoma striatulum (Page & Braasch, 1977)[104]
- Etheostoma susanae (Jordan & Swain, 1883)[105]
- Etheostoma swaini (Jordan, 1884)[106]
- Etheostoma swannanoa (Jordan & Evermann, 1889)[86]
- Etheostoma tallapoosae (Suttkus & Etnier, 1991)[107]
- Etheostoma tecumsehi (Ceas & Page, 1997)[17]
- Etheostoma tennesseense (Powers & Mayden, 2007)[77]
- Etheostoma tetrazonum (Hubbs & Black, 1940)[40]
- Etheostoma thalassinum (Jordan & Brayton, 1878)[108]
- Etheostoma tippecanoe (Jordan & Evermann, 1890)[109]
- Etheostoma trisella (Bailey & Richards, 1963)[110]
- Etheostoma tuscumbia (Gilbert & Swain, 1887)[50]
- Etheostoma uniporum (Distler, 1968)[45]
- Etheostoma variatum (Kirtland, 1838)[65]
- Etheostoma virgatum (Jordan, 1880)[111]
- Etheostoma vitreum (Cope, 1870)[93]
- Etheostoma vulneratum (Cope, 1870)[112]
- Etheostoma wapiti (Etnier & Williams, 1989)[113]
- Etheostoma whipplei (Girard, 1859)[48]
- Etheostoma zonale (Cope, 1868)[114]
- Etheostoma zonifer (Hubbs & Cannon, 1935)[99]
- Etheostoma zonistium (Bailey & Etnier, 1988)[89][115][116][117][118][119][120]